# The Guys from Paradise
The Guys from Paradise (天国から来た男たち?, Tengoku kara kita otoko-tachi, lett. "Gli uomini venuti dal paradiso") è un film del 2001, diretto da Takashi Miike.

## Trama
Un giovane uomo d'affari giapponese viene arrestato durante un viaggio d'affari nelle Filippine, accusato di spaccio di droga e del possesso di un chilo di eroina (reato per il quale si rischia la pena di morte).
Kohei viene imprigionato in una carcere chiamata 'Il paradiso'.
Anche se innocente, l'uomo si trova proiettato nella dura realtà delle prigioni filippine nelle quali comandano i soldi e le amicizie, dove la corruzione delle guardie è la chiave per proseguire i propri affari al di fuori del penitenziario.
In breve tempo, Kohei capirà questa realtà diventando "manovalanza" del boss Yoshida, anch'egli giapponese e alla ricerca di qualcuno di cui fidarsi.
Le vicende ne 'Il paradiso' si andranno a mischiare alla sempre viva speranza del giovane di essere scarcerato per mezzo della moglie e del suo avvocato. Proprio mentre l'uomo è sempre più convinto di non aver speranze di tornare alla vita di tutti i giorni, un black-out lo metterà nelle condizioni di scappare in compagnia di alcuni carcerati e del boss. 
Una volta fuori l'uomo sarà costretto ad affrontare la realtà della vita, nella quale, come dentro al penitenziario, contano solo i soldi.

## Riconoscimenti
- 2001 - Jeonju Film Festival
  - Nomination per il miglior film a Takashi Miike
- 2002 - Kinema Junpo Awards
  - Miglior attore non protagonista a Tsutomu Yamazaki
- 2002 - Japanese Professional Movie Awards
  - Nomination per la miglior regia a Takashi Miike
- 2002 - Yokohama Film Festival
  - Miglior attore non protagonista a Tsutomu Yamazaki